# Stavoli

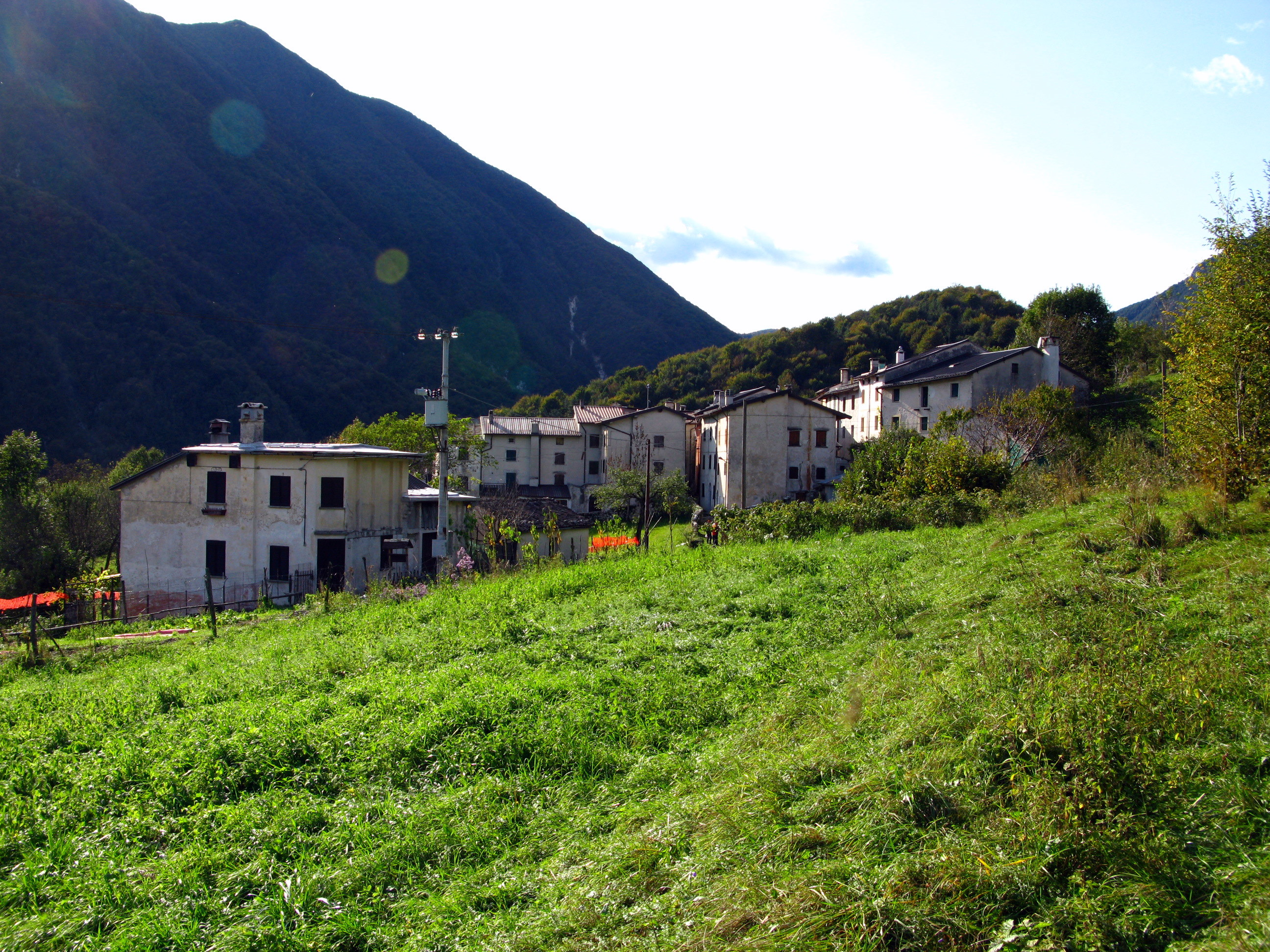
Stavoli Ostseite

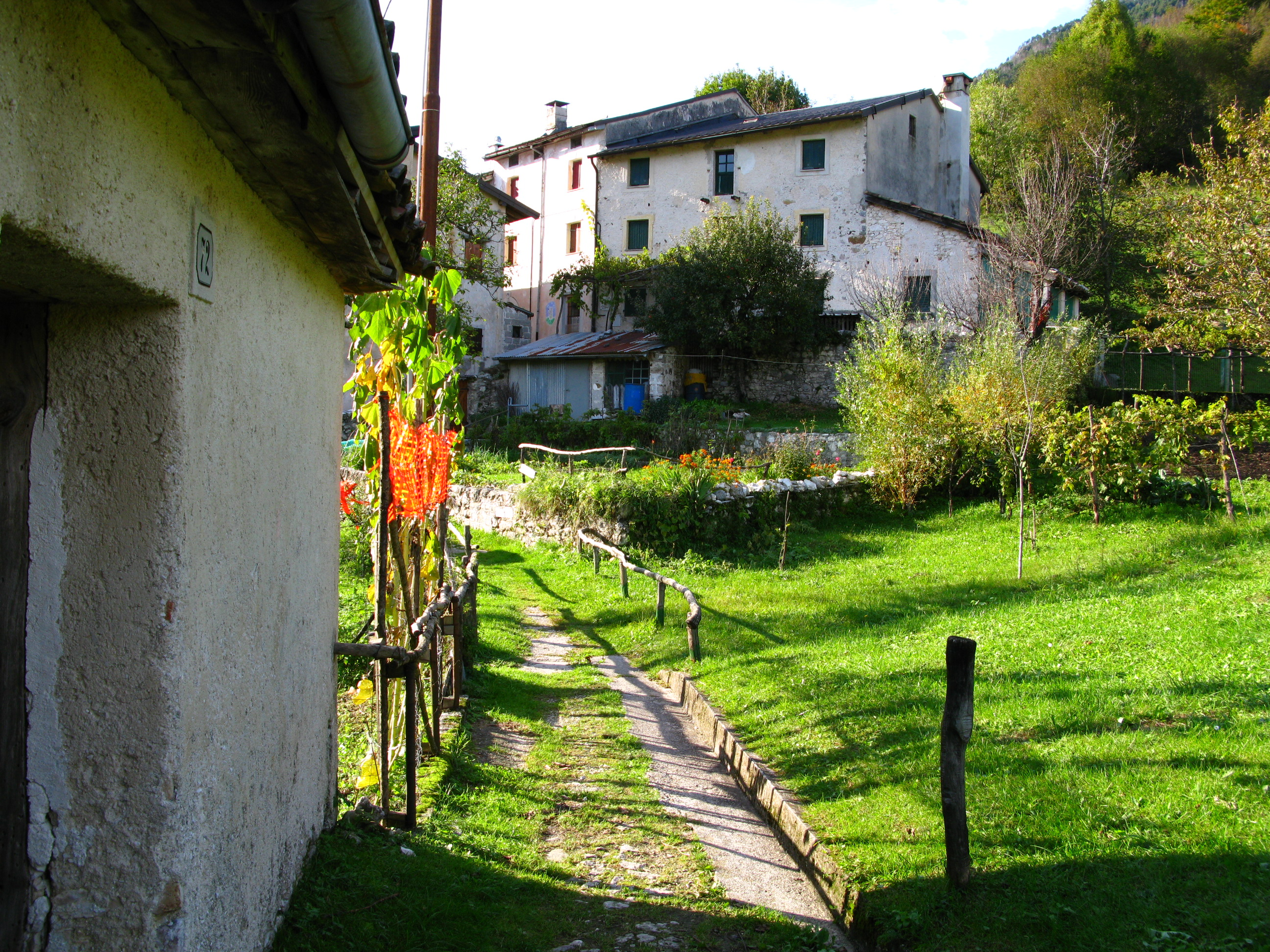
Östlicher Ortseingang

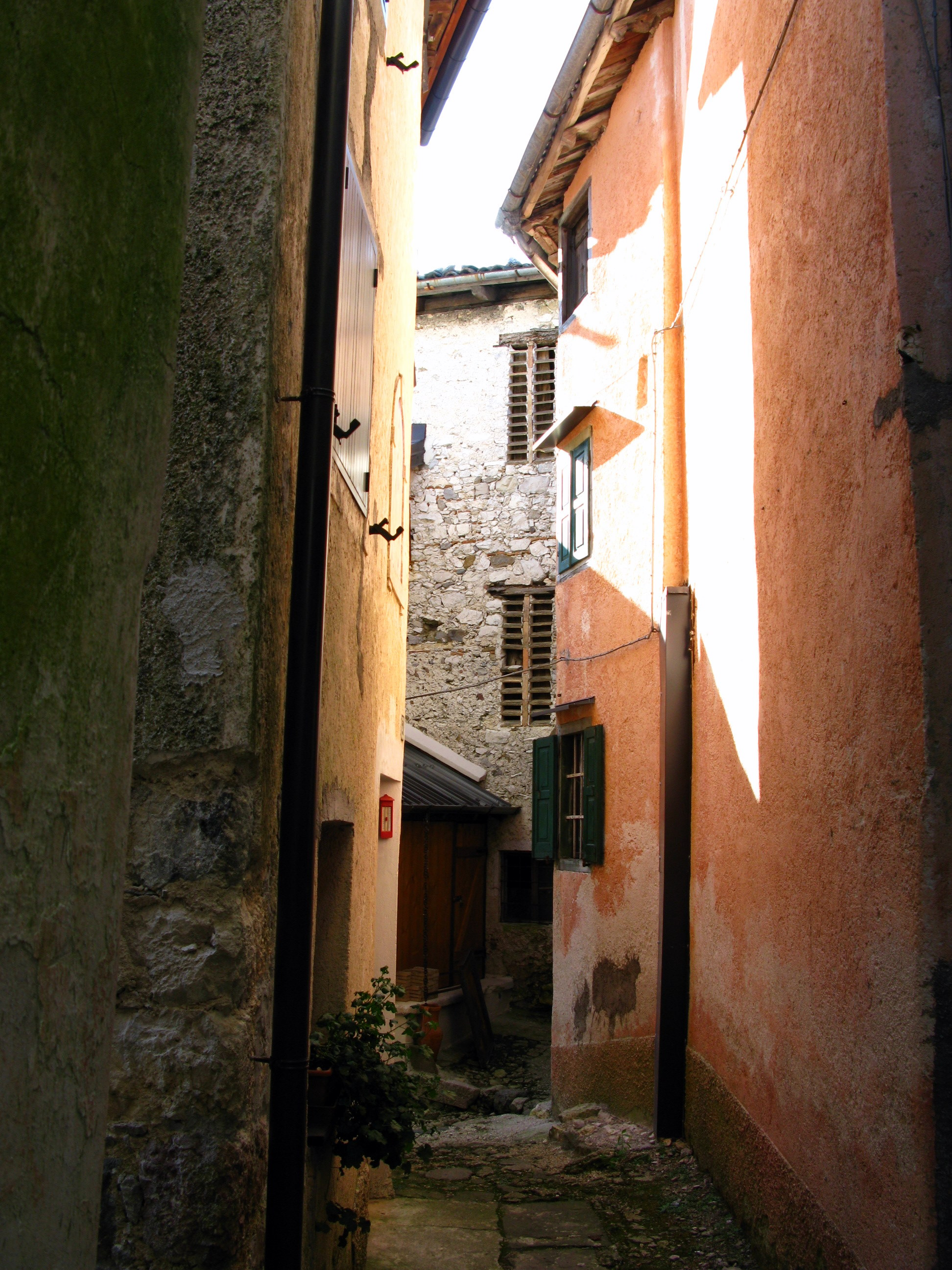
Gasse in Stavoli

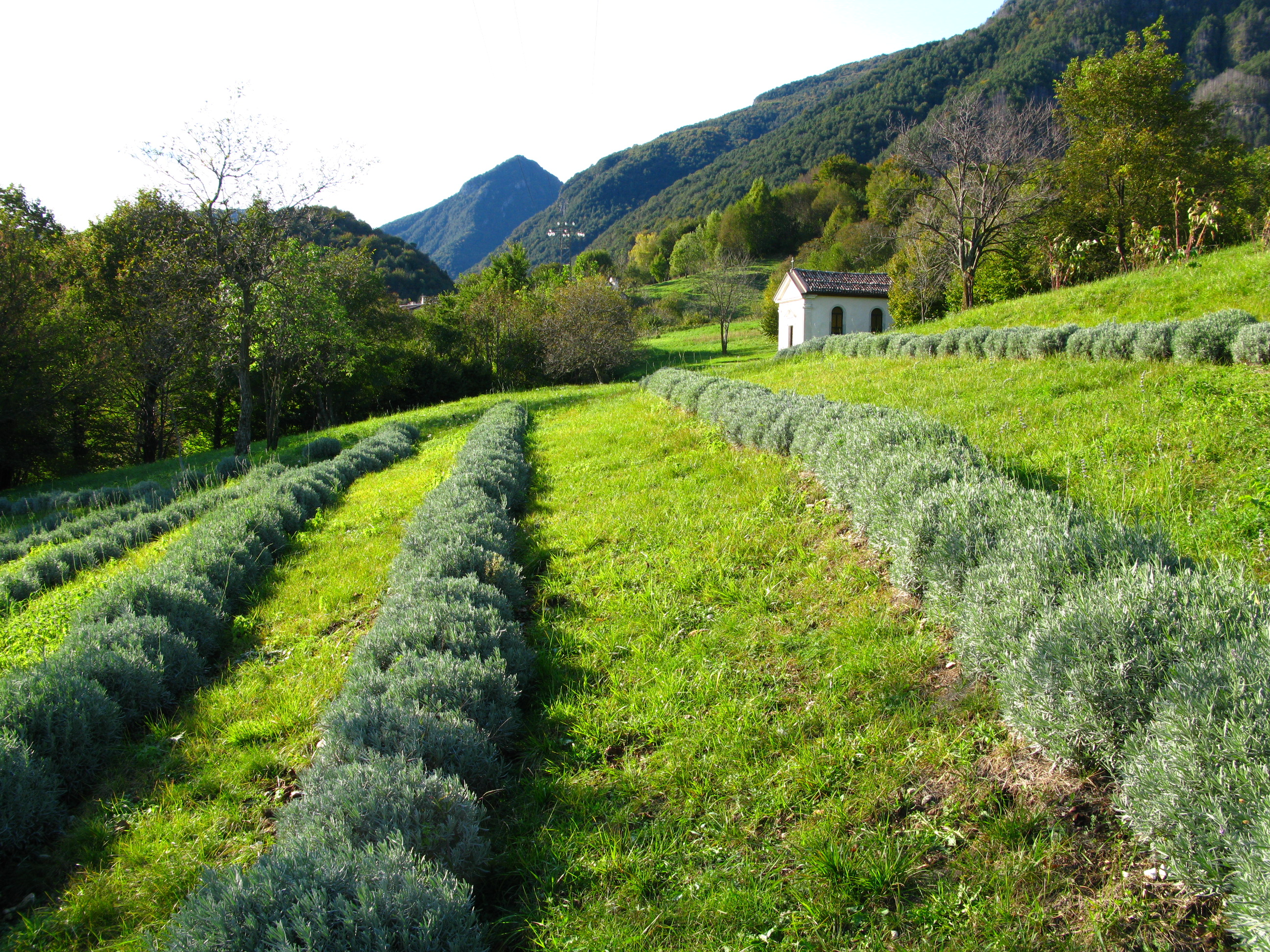
Lavendelfelder und Kapelle

Stavoli ist ein verlassenes norditalienisches Bauerndorf ohne Zufahrtsstraße in den Karnischen Alpen ca. 7 km westlich von Moggio Udinese in der Region Friaul-Julisch Venetien. Das Dorf wird über eine Materialseilbahn versorgt. Stavoli kann nach einem zweieinhalbstündigen Fußmarsch von Moggio Udinese, das an der Autobahn A23 liegt, erreicht werden.
Geschichtlich gesehen ist Stavoli, furlan i Stâi, eine mittelalterliche Gründung des Klosters San Gallo in Moggio. Trotz der Höhenlage von 567 m Seehöhe gilt das Gebiet am Fuße des Monte Palevierte (1785 m ü. A.) als für den Gemüseanbau sehr gut geeignet.
Da es keine Zufahrtsstraßen gibt, ist das Dorf für Personen nur über Maultierpfade erreichbar. Der Hauptweg führt über Campiolo di Sopra weiter durch die Schlucht des Torrente Glagno, wobei man die als Hochgeschwindigkeitsbahn ausgebaute Pontebbana von Tarvis nach Udine mittels Tunnel kreuzt. Vom Weg aus ist immer wieder die Materialseilbahn zu sehen, die das Tal in großer Höhe überquert. Der Weg ist relativ steil und führt über viele Stufen entlang der Schlucht. Der andere Weg mit ca. eineinhalb Stunden Wegzeit kommt von Moggessa di Là. Dieser ist auf beiden Seiten westlich steiler und weniger begangen als jener zwischen Moggio und Moggessa. Dabei muss der Torrente Glagno, über den es keine Brücke gibt, bei einer Furt durchwatet werden. Der Bach ist an der Furt bei Normalwasser ca. 40 cm tief. Wie in Moggessa gibt es auch hier Ruinen einer Mühle. Man schaffte das Getreide zum Mahlen hinunter in die Schlucht und das Mehl anschließend wieder hinauf.
Stavoli liegt auf einem etwas größeren Bergrücken, der deutlich mehr landwirtschaftliche Flächen als in Moggessa bietet. Durch den leichteren Transport von Baumaterialien über die Seilbahn, als Transportmittel zwischen Dorf und Seilbahnstationen dienen Einachsschlepper, sind die Häuser in einem deutlich besseren Zustand als in den Nachbardörfern. Bedingt durch die natürlichen Gegebenheiten (die für Felder geeigneten Flächen um das Dorf sind deutlich umfangreicher als in Moggessa) war es das größte Dorf. Zwar dient der überwiegende Teil als Ferienquartier, in Stavoli wohnen aber noch mehr Menschen als in den benachbarten Dörfern ohne Zufahrtsstraßen. Der Ort wirkt sehr kompakt, fast wie ein kleines Städtchen. Wie in den Nachbardörfern finden sich auch hier viele Beispiele ländlicher, auf das Wesentliche reduzierter Architektur, die charakteristisch für diese arme Berggegend ist. Die Häuser, durchwegs aus Stein, sind hoch und haben bis zu vier Geschosse. Der Name Stavoli bezeichnet Häuser aus Naturstein und Holz. In der Mitte der Dörfer gibt es gemeinsame Brunnen. Typisch sind auch die außen angebauten Kamine für die Fogolâre, die offenen Herde im Friaul. Für ein Bauerndorf auffällig sind architektonische Stilelemente des 19. Jahrhunderts wie Außenstuckaturen und reich verzierte Eingangstüren.
Heute noch gibt es um das Dorf Gärten, Kartoffeläcker, Obstbäume und kleinflächigen Weinanbau. Die landwirtschaftliche Arbeit muss weitgehend mit den Händen erledigt werden. Mehrere Einachsschlepper zeigen, dass hier in geringem Ausmaß motorisierte Landmaschinen zum Einsatz kommen. Ein solcher dient auch zum Transport von Waren zwischen dem Dorf und der abseits gelegenen Seilbahnstation. Einer der Bauern baut Lavendel an, der in Venzone vertrieben wird. Eine Gedenktafel auf dem Haus Nr. 70 verweist auf das Geburtshaus des friulanischen Dichters Egiziano Pugnetti (1847–1917). Draußen auf den Feldern steht eine turmlose Kirche, auch hier ohne Friedhof.
Durch Wasser- und Stromanschlüsse wurde das besonders im Winter sehr einsame Leben in den Bergen etwas erleichtert. Aufgrund seiner geografischen Lage hat das Dorf weniger Schäden durch das Erdbeben von 1976 erlitten als andere Dörfer in der Nähe. Notquartiere in Containern waren aber auch hier nicht möglich. Stavoli wird als Dorf gesehen, das auf Grund der Renovierungsmaßnahmen das Potential hat, eine Revitalisierung zu erleben. Etwa die Hälfte der 71 Häuser gehören Personen aus dem Umland. Das Renovierungspotential der leerstehenden Häuser ist gut.
Die sechsstündige Rundwanderung durch die drei karnischen Dörfer Moggessa di Quà, Moggessa di Lá und Stavoli, alle drei ohne Zufahrtsstraßen, die die Abtei von Moggio als Ausgangs- und Endpunkt hat, gilt als eine der „schönsten und außergewöhnlichsten Tageswanderungen“ in Friaul.
Alljährlich im Juni findet in Stavoli das Dorffest „Fuc di San Pieri“ statt.